# Izmajliwka (obwód doniecki)
Izmajliwka (ukr. Ізмайлівка) – wieś na Ukrainie, w obwodzie donieckim, w rejonie pokrowskim, w hromadzie Kurachowe. W 2001 liczyła 199 mieszkańców, głównie rosyjskojęzycznych.